# Amiranterna

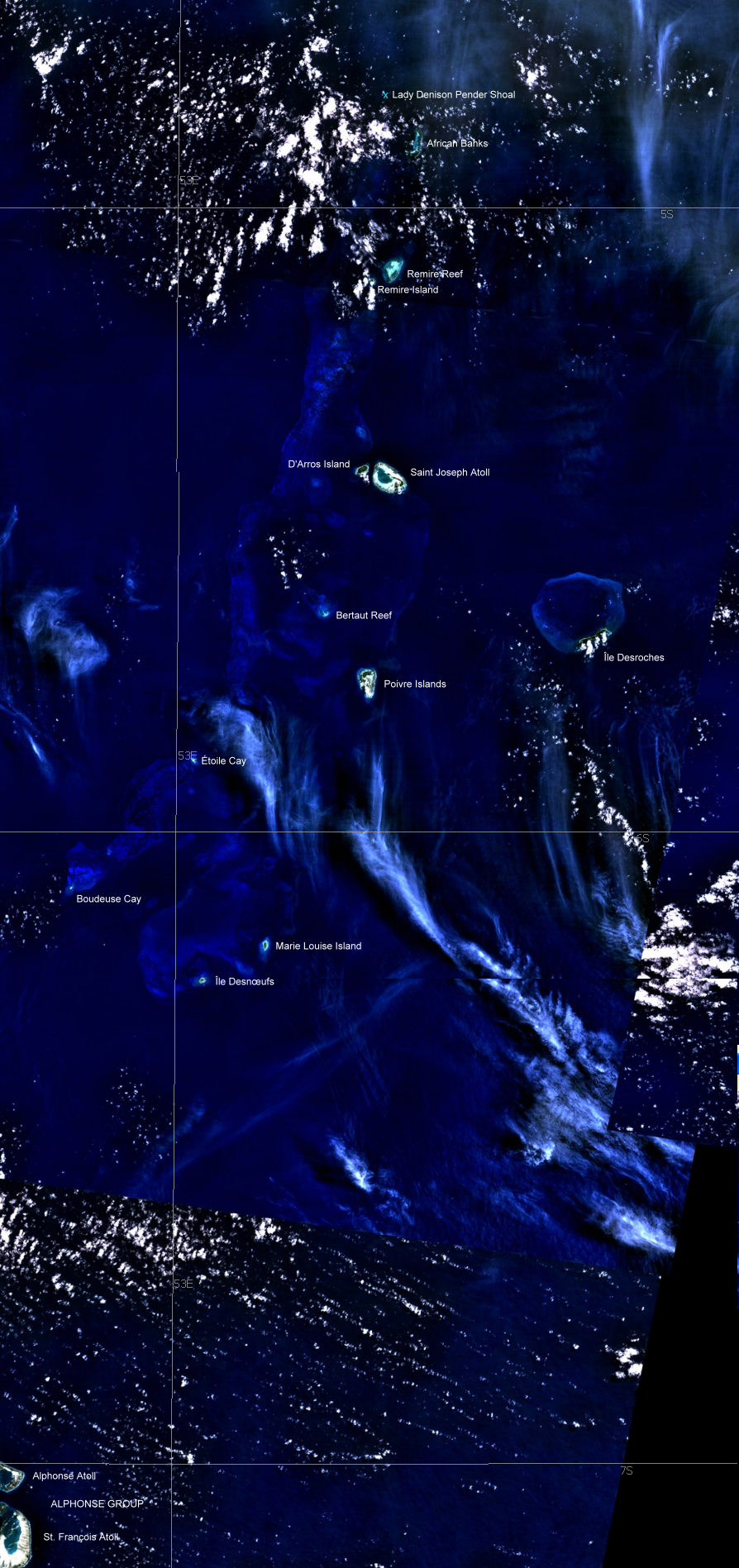
Satellitbild av Amiranterna

Amiranterna (engelska: Amirante Islands, Amirante Isles, franska: Les Amirantes), är en grupp korallöar i västra delen av Indiska oceanen, tillhörande republiken Seychellerna. Ögruppen består av 11 öar och ett flertal grund, sandrev och atoller. Den totala befolkningen består av cirka 100 personer varav 50 är bosatta på huvudön Île Desroches. Amiranterna sträcker sig omkring 152 km från African Banks (African Islands) i norr till Île Desnœufs (Isle des Noeufs) i söder. Öarna upptäcktes formellt av Vasco da Gama 1502 även om det är sannolikt att indiska och arabiska handelsresande redan kände till dem.
Ögruppen ligger på den grunda Amirantes Bank (Amirantes Plateau) som har en utsträckning på cirka 180 gånger 35 kilometer. Undantaget är Île Desroches som ligger 16 kilometer öster om platån. Cirka 90 km söder om Amiranterna ligger Alphonse Group, den närmaste ögruppen, som ibland betraktas som en del av Amiranterna.